# Långtjärnen (Jokkmokks socken, Lappland, 736752-169678)
Långtjärnen är en sjö i Jokkmokks kommun i Lappland och ingår i Luleälvens huvudavrinningsområde.